# San Andrés Suyacal
San Andrés Suyacal är en ort i Mexiko.   Den ligger i kommunen Mazatán och delstaten Chiapas, i den sydöstra delen av landet, 900 km sydost om huvudstaden Mexico City. San Andrés Suyacal ligger 33 meter över havet och antalet invånare är 499.
Terrängen runt San Andrés Suyacal är platt. Runt San Andrés Suyacal är det tätbefolkat, med 266 invånare per kvadratkilometer. Närmaste större samhälle är Tapachula, 19,5 km öster om San Andrés Suyacal. Omgivningarna runt San Andrés Suyacal är en mosaik av jordbruksmark och naturlig växtlighet.